# Linka M2 (metro v Bukurešti)
M2 je linka metra v rumunské Bukurešti. Má 15 stanic a měří 20,38 km.

## Historie

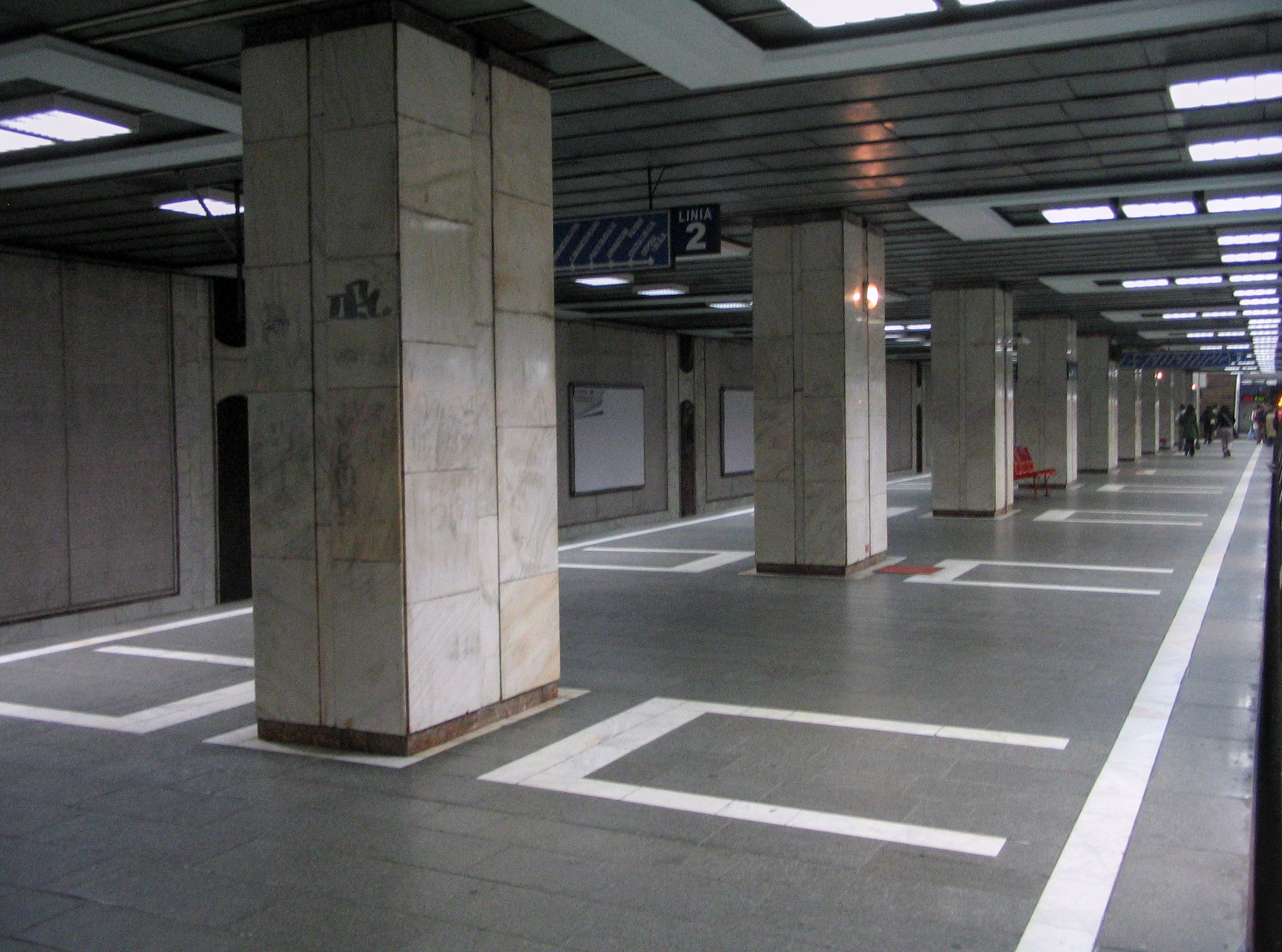
Stanice Aviatorilor

Výstavba druhé linky bukurešťského metra probíhala v osmdesátých letech minulého století. První úsek (Berceni – Piata Unirii) byl otevřen 24. ledna 1986 a měl 8 stanic. Druhý úsek (Piata Unirii – Pipera) byl otevřen 25. října 1987; přistavěno bylo 6 stanic. Další rozšiřování linky se neplánuje.
V současnosti není další rozšiřování linky v plánu. V průběhu let byly tři stanice přejmenovány:
| Stanice          | Předchozí jméno | Rok přejmenování |
| ---------------- | --------------- | ---------------- |
| Eroii Revoluţiei | Pieptănari      | 1989             |
| Dimitrie Leonida | IMGB            | 2009             |
| Berceni          | Depoul IMGB     | 2009             |

## Seznam stanic
- Pipera
- Aurel Vlaicu
- Aviatorilor
- Piața Victoriei
- Piața Romană
- Universitate
- Piața Unirii
- Tineretului
- Eroii Revoluției
- Constantin Brâncoveanu
- Piața Sudului
- Apărătorii Patriei
- Dimitrie Leonida
- Berceni